# Mexikói meztelen kutya
A mexikói meztelen kutya (Xoloitzcuintle) egy mexikói kutyafajta.

## Történet
Kialakulása az időszámítás előtti 1500-as évekre tehető. A Xoloitzcuintle-t mexikói meztelen kutyának vagy rövid Xolo-nak is nevezik. A kutyafajtát az FCI elismeri, és az "archetípusban" szereplő kutyák kategóriájába tartozik. Ezt az egyedülálló kutyafajtát 3500 éve tenyésztik. Az azték birodalomban egykor nagy népszerűségnek örvendett. Ölebként, ágymelegítőnek tartották, de a vallási szertartásokon áldozatként is bemutatták ezeket az állatokat. A spanyol konkvisztádorok – akik porig rombolták az azték birodalmat – egyes források szerint ínyencfalatként ették a húsát. A kihalás szélén álló fajta megmentésére a mexikói ebtenyésztők programot hirdettek az 50-es években. Ennek ellenére mind a mai napig igen ritka állatok. Eredeti hazájában számtalan tévhit és népies gyógymód fűződik hozzá.
A mexikói Tijuana város 2007-ben alapított labdarúgó-egyesülete, a Club Tijuana Xoloitzcuintles de Caliente, erről a kutyáról kapta a nevét.

## Külleme
A hivatalos FCI standard alapján három méretben létezik: miniatűr (25cm - 35cm), közép (36cm - 45cm) és standard (46cm - 60cm).  Mindhárom csoporton belül léteznek kopasz és szőrös egyedek is. A szőrös egyedek ugyanúgy törzskönyvezhetőek, mint kopasz társaik. Színváltozatban is többfélék, a kopaszoknál elfogadott a fekete, szürke és a pöttyös szín is. A szőrösöknél a fekete,  fehér, csoki és sok más árnyalat is előfordulhat. Eltérés a fogazatban jelentkezik, a kopaszoknál elfogadott a hiányos fogazat, míg a szőrösöknek komplett fogsorral kell rendelkezniük.  Sokak számára szokatlan, sőt nem éppen szemgyönyörködtető a kopasz, kizárólag a koponyatetőn és a farka végén ritkás szőrzetet viselő kutya, ám akad, aki éppen e miatt a különlegessége miatt tartja.  A mexikói meztelen kutya büszke tartása a kopókéra, alkata pedig a terrierekére emlékeztet. A perui meztelen kutyához hasonló kutyafajta. Állítólag más kutyától eltérően, verejtékmirigyek vannak bőrében, s ezért nem liheg, ha melege van.

## Jelleme
Természete bizalmatlan, békés, értelmes, élénk és éber.  

## Képgaléria

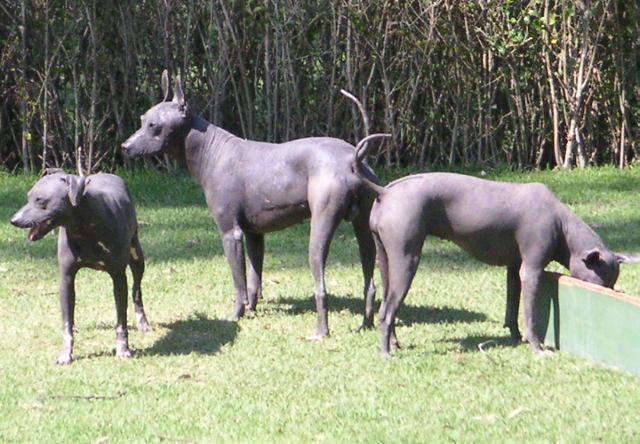
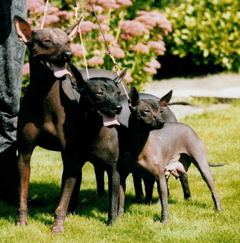
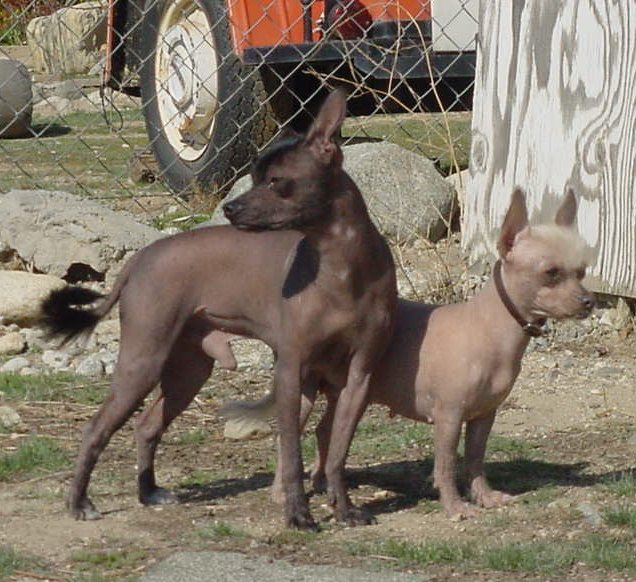
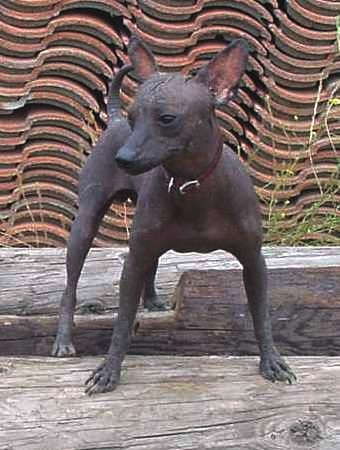